# Молдовський антикомуністичний рух опору
Молдовський антикомуністичний рух опору — партизанські загони, що воювали проти насадження радянської влади у післявоєнній Молдові.

## Історія
Після вигнання нацистів улітку 1944 року радянська влада розпочала у поновленій Молдавській РСР посилену радянізацію і колективізацію. Така державна політика, а також розрив традиційних зв'язків із сусідньою Румунією, масовий голод 1946—1947 рр. та політичні репресії і проведена чекістами масова депортація майже 13 тис. «неблагонадійних» сімей спричинили невдоволення місцевих мешканців, особливо селян-одноосібників. У межах Молдови виникло декілька осередків антирадянського опору.
Першим із них стала Національна організація Бессарабії — Лучники Штефана. Її створили 1946 року молоді викладачі та учні з міста Сороки. Протягом кількох місяців «Лучники Штефана» вели підпільну антирадянську агітацію, розробляли власну програму та прилучали до організаційної роботи нових членів. Одначе про плани цього підпілля довідалося МДБ. Тому вже у березні 1947 року після арешту ватажків підпілля чекісти дізналися прізвища інших членів організації. До 1949 року всі вони були заарештовані та засуджені до тривалих строків у таборах.
Ще однією антирадянською організацією стала Чорна армія (рум. Armata Neagră). Її утворили селяни Бельцького повіту. Навесні 1950 року вони вчинили кілька збройних нападів на відділення міліції, партійних чиновників, крамниці та відділення банків, а в одному із сіл зірвали проведення офіційних урочистих заходів на честь 1 травня. Хоча чисельність Чорної армії становила менш ніж 50 озброєних бійців, чекісти вважали її досить небезпечним противником. Було здійснено кілька операцій, націлених на піймання керівників армії. Під час бойових сутичок чимало повстанців загинуло.
У 1945–1950 роках на території Оргеєвського та Бельцького повітів діяла підпільна селянська організація Філімона Бодіу. Її члени вели активну антирадянську агітацію, здійснювали напади на радянських функціонерів, колгоспних активістів і міліціонерів. Унаслідок проведених чекістами операцій на початку 1950-х років опір повстанців у Молдові було зламано.